# Ian Matthews
Ian Matthews (ur. 20 czerwca 1971 w Bristolu) – brytyjski perkusista, od 2005 roku członek indierockowego zespołu Kasabian.    

## Wczesne życie
Urodził się i wychował w Bristolu, a już od wczesnej młodości interesował się perkusją. Pierwszy zestaw perkusyjny dostał w wieku czterech lat, a podstaw gry na nim nauczyła go jego opiekunka do dzieci. Gry na perkusji uczył go także Mike Holmwood, muzyk sesyjny zespołu The Brotherhood of Men. 
Swój pierwszy występ na żywo wykonał w zespole swojego ojca pianisty, mając siedem lat. Odbył się on na koncercie w klubie towarzyskim jego ojca, zorganizowanym w tylnym pokoju The Globe w Wells.
Mając dziesięć lat dołączył do korpusu perkusyjnego The Troopers. Występował też w szkolnych orkiestrach i w zespole straży pożarnej hrabstw Avon i Somerset, ucząc się grać z orkiestrą dętą. Grywał też na weselach i koncertach jazzowych. W wieku 14 lat po raz pierwszy zagrał w The Old Duke z zespołem The Bluenotes Jazz.
W kolejnych latach pracował w miejskich teatrach – w Bristol Hippodrome, a także w The Little Theatre (później Lantern), Redgrave i różnych innych salach. Chodził na koncerty do Colston Hall, Fleece i Bierkeller. 
W 1986 roku miał możliwość zobaczyć Buddy'ego Richa na żywo w bristolskim Colston Hall. Polubił groove Steve'a Gadda, a także zaczął słuchać zespołu Iron Maiden i innych pionierów brytyjskiego heavy metalu. Jego inspiracjami byli także: Mitch Mitchell i Tony Williams, a także Zak Starkey, z którym w kolejnych latach się zaprzyjaźnił, gdy jego zespół Kasabian supportował The Who.
Profesjonalną grą na perkusji zajął się w wieku 19 lat.

## Kariera muzyczna

### Kasabian
W 2001 roku poznał członków indierockowego zespołu Kasabian. Grupa ta przyjechała wówczas do Bristolu, żeby nagrać dema przed podpisaniem kontraktu. Matthews rozpoczął z nimi współpracę, m.in. robiąc z nimi sesje nagraniowe. W 2002 roku zespół Kasabian podpisał kontrakt, ale Matthews nie mógł się wówczas zaangażować w działalność grupy, gdyż miał inne zobowiązania muzyczne. W 2003 roku stracili kontakt, a w kolejnym roku zadzwonił do niego manager zespołu, gdyż potrzebowali wówczas perkusisty. Matthews stałym członkiem zespołu został w 2005 roku.
Nagrał z Kasabian wszystkie jego albumy studyjne, a do 2025 roku były to: Kasabian (2004), Empire (2006), West Ryder Pauper Lunatic Asylum (2009), Velociraptor! (2011), 48:13 (2014), For Crying Out Loud (2017), The Alchemist's Euphoria (2022) oraz Happenings (2024).

### Inne projekty

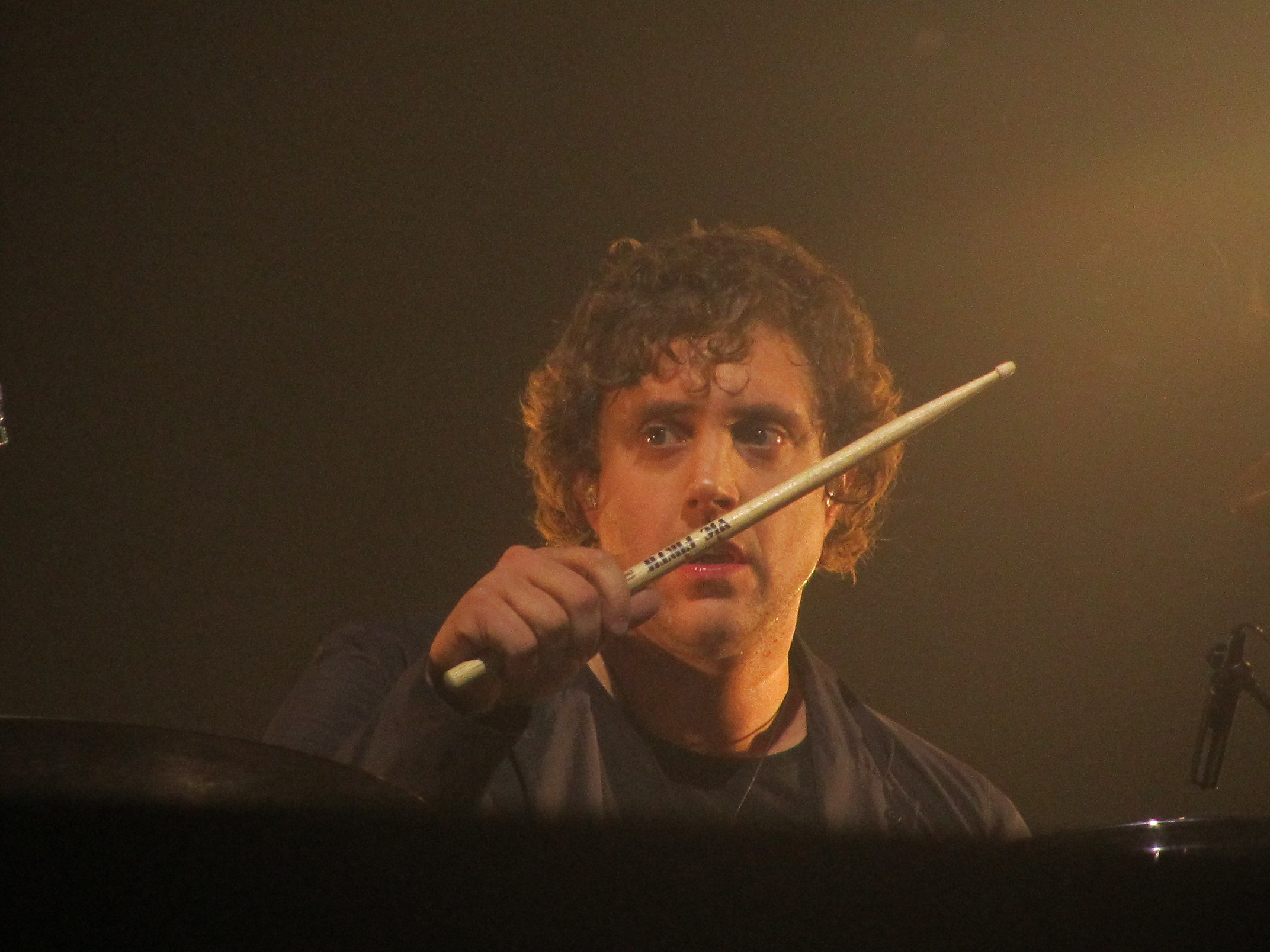
Ian Matthews w Nottingham Arena (2011)

Poza pracą w zespole Kasabian grywa także w barach i klubach rodzinnym w Bristolu i jego okolicach, gdzie gra bluesa, funka i jazz. Grywał ze skrzypkiem klasycznym Johnem Pearcem, pianistą Davem Newtonem i Jamesem Mortonem. Występował z zespołach: CCQ, Sissi, Jesse Morningstar, The Sound Disciples, The Blue Aeroplanes, Ilya, a także grał z miejskimi artystami jazzowymi, jak: The Dave Salt Big Band, The Manhattan Jazz Orchestra, Andy Sheppard, George Cooper, Jamie Cullum czy Andy Hague.
Z triphopową grupą z Bristolu, Ilya, współpracował jako perkusista nad płytą They Died For Beauty wydaną nakładem Virgin Records w 2004 roku. Nagrał partie perkusyjne do utworu „Stay A While”, który pojawił się na folkowym albumie Sama Braithwaitego pn. Two Fingers, wydanym w 2006 roku. Współpracował także z Jamesem Mortonem (James Morton's Porkchop) jako perkusista przy nagraniu wydanego w 2010 roku albumu Don't You Worry 'Bout That. 
W 2015 roku wraz z perkusistą Keithem Keoughiem oraz perkusistą i komikiem Alem Murrayem powołał British Drum Company, firmę zajmującą się dystrybucją zestawów perkusyjnych.
Grał na perkusji w brytyjskim zespole rockowym InMe podczas ich trasy koncertowej w marcu 2017 roku.
Z cooljazzową grupą The Jazz Defenders z Bristolu wydał trzy albumy: Scheming (2019), King Phoenix (2022) i Memory In Motion (2024). W eksperymentalnej grupie Noise In Your Eye brał udział w nagraniu dziewięciu utworów, które znalazły się na płycie o tej samej nazwie, wydanej 3 kwietnia 2020 roku. Brał udział także w nagraniu albumu zespołu The Cult pn. Under the Midnight Sun, który został wydany 7 października 2022 roku.
Zaangażował się w projekt AmplifyWorld Artist Fund, mający na celu pomóc artystom kontynuować ich karierę i wspierać ich w tym przedsięwzięciu. AmplifyWorld założył wspólnie z Irfonem Watkinsem w 2022 roku, a sam fundusz artystyczny uruchomiono dwa lata później. Również z Watkinsem w 2023 roku zaangażował się w przekształcenie kaplicy metodystów Bethesda Methodist Chapel w Irfon Crescent w miejsce organizacji koncertów.

## Dyskografia

### Ilya
- They Died For Beauty(inne języki) (2004)

### Kasabian
- Kasabian (2004)
- Empire (2006)
- West Ryder Pauper Lunatic Asylum (2009)
- Velociraptor! (2011)
- 48:13 (2014)
- For Crying Out Loud(inne języki) (2017)
- The Alchemist's Euphoria(inne języki) (2022)
- Happenings(inne języki) (2024)

### The Jazz Defenders
- Scheming (2019)
- King Phoenix (2022)
- Memory In Motion (2024)

### Noise In Your Eye
- Noise In Your Eye (2020)

### The Cult
- Under the Midnight Sun(inne języki) (2022)